# Ilanz GR
| GR ist das Kürzel für den Kanton Graubünden in der Schweiz. Es wird verwendet, um Verwechslungen mit anderen Einträgen des Namens Ilanz zu vermeiden. |

Die ehemalige Bündner Gemeinde Ilanz (rätoromanisch Glion [ʎɔn]ⓘ) bestand aus der Kleinstadt Ilanz/Glion, dem Ortsteil Sontga Clau und der Ortschaft Strada im Oberland.

Ilanz, historisches Luftbild von Werner Friedli (1957)

## Geographie
Die Stadt liegt am Vorderrhein inmitten der weiten Mulde Gruob, am Eingang des Tals Lugnez, wenige Kilometer oberhalb der Rheinschlucht Ruinaulta. Als regionales Verwaltungszentrum, Sitz des Regionalspitals, Markt- und Schulort bildet Ilanz den Mittelpunkt der unteren Surselva.

## Geschichte
Seit dem 1. Januar 2014 ist sie Bestandteil der neuen politischen Gemeinde Ilanz/Glion, die aus einer Fusion von Ilanz mit Castrisch, Ladir, Luven, Pitasch, Riein, Ruschein, Schnaus, Sevgein, Duvin, Pigniu, Rueun und Siat entstanden ist.
| Jahr      | 1835 | 1850             | 1900 | 1950 | 2000 | 2012 |
| --------- | ---- | ---------------- | ---- | ---- | ---- | ---- |
| Einwohner | 574  | 663 (mit Strada) | 981  | 1640 | 2488 | 2353 |

## Sehenswürdigkeiten
- Ehemalige Pfarrkirche St. Martin[2]
- Dominikanerinnenkloster[3]
- Katholische Pfarrkirche Mariä Himmelfahrt[4]
- Reformierte Pfarrkirche[5]
- Rathaus[6]
- Casa Carniec[7]
- Casa Gronda[8]
- Gartenhaus[9]
- Haus Schmid[10]
- Oberes Tor[11]

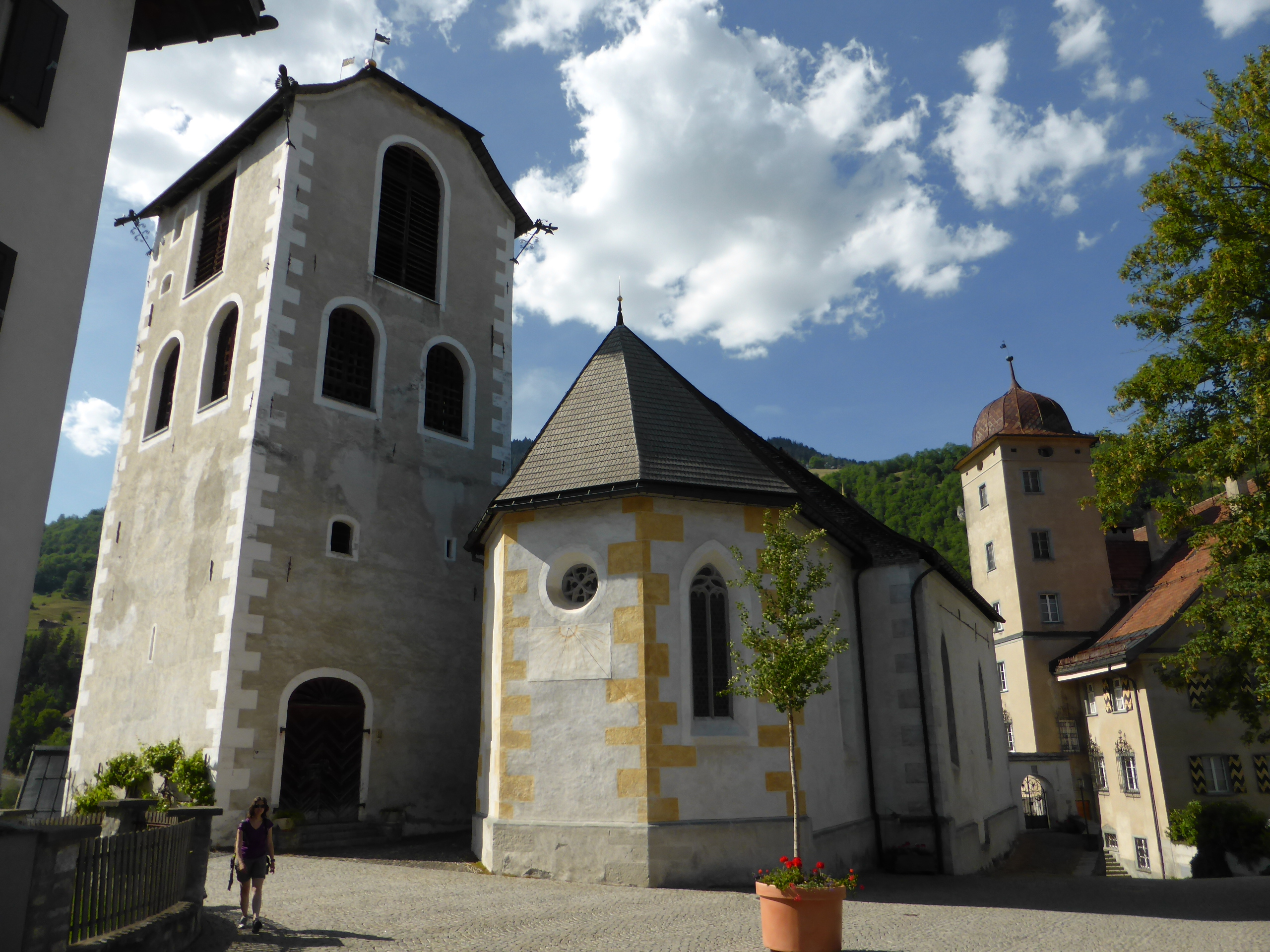
Reformierte Kirche
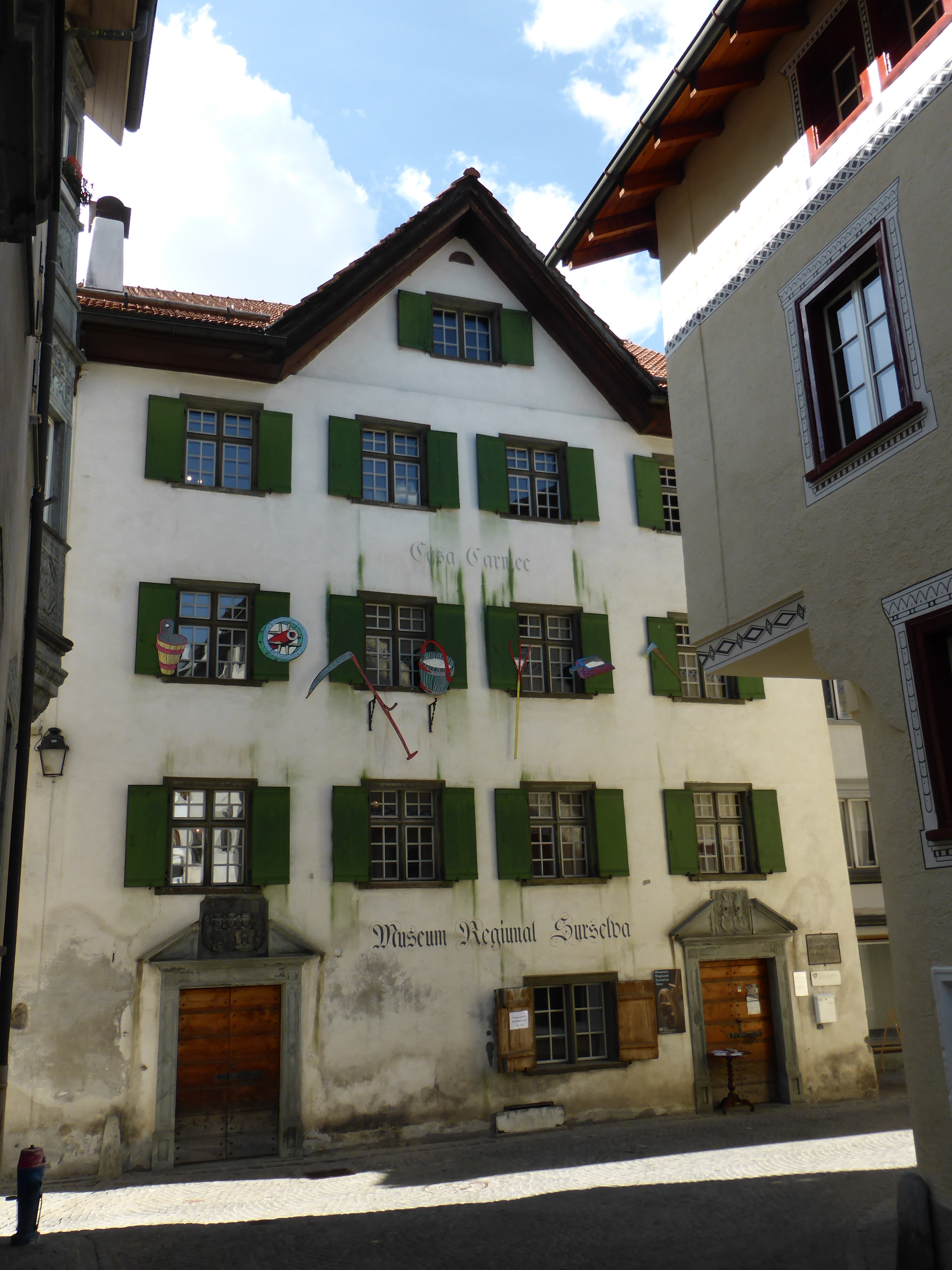
Casa Carniec Museum regiunal Surselva
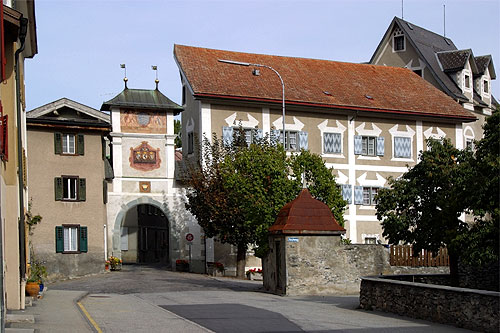
Obertor
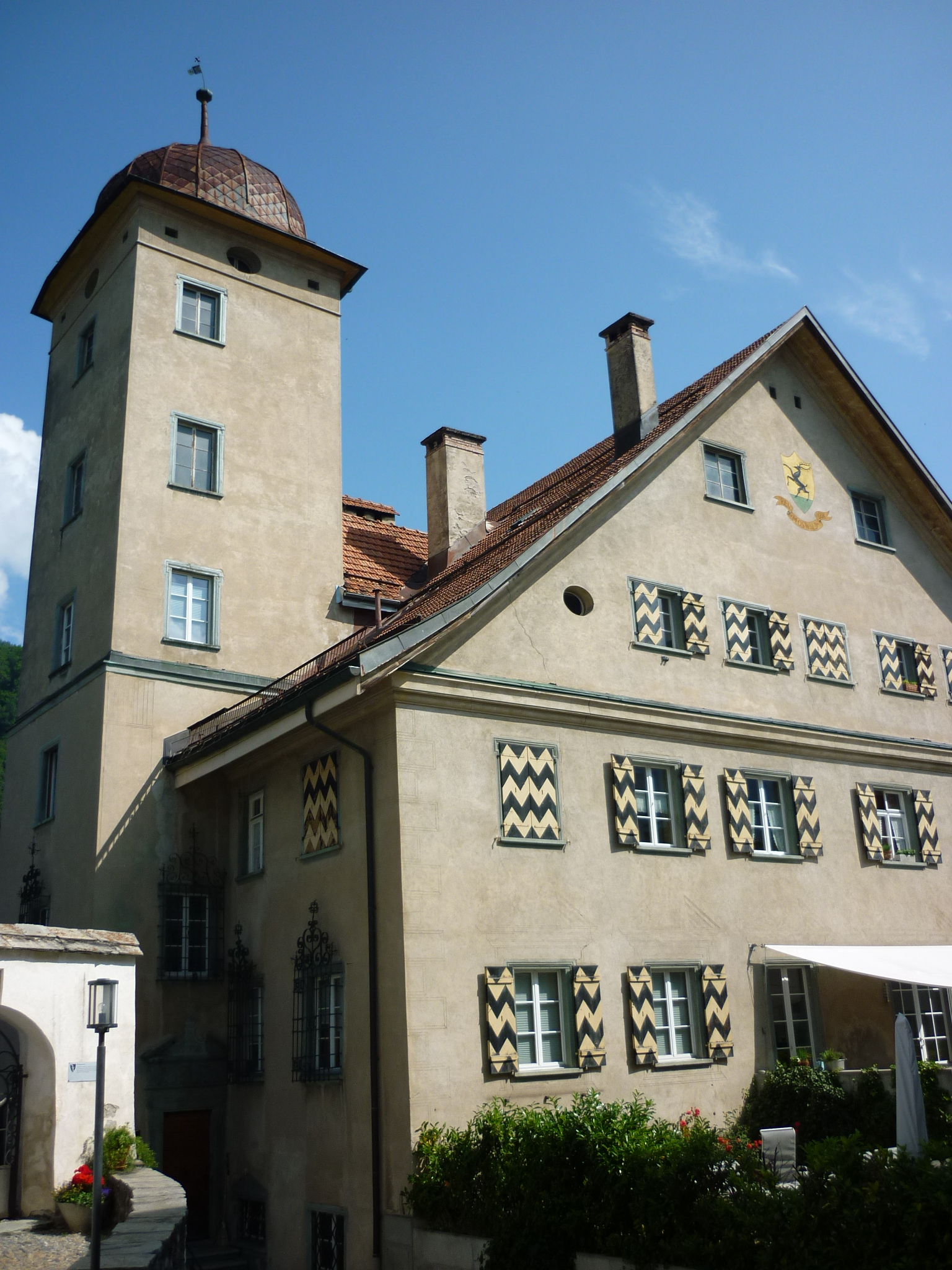
Casa Gronda